# Skåne (hạt)
Hạt Skåne (Skåne län) là hạt hay län cực nam của Thụy Điển, về cơ bản trùng với tỉnh lịch sử Scania. Hạt này giáp các hạt: Halland, Kronoberg và Blekinge. Thủ phủ là thị xã Malmö. Thủ phủ vùng Skåne là thị xã Kristianstad.
Hạt hiện nay được lập năm 1997 khi hạt Kristianstad và hạt Malmöhus được sáp nhập.
Hạt Skåne này tương đương với tỉnh Scania, nhưng cũng bao gồm một phần nhỏ của tỉnh Halland.

## Các đô thị
Hạt Skåne có 33 đô thị
(kommuner trong tiếng Thụy ĐIển), đô thị lớn nhất là đô thị Malmö (280.000 dân), đô thị Helsingborg (124.000 dân), đô thị Lund (103.000 dân) và đô thị Kristianstad (75.000 dân). Các đô thị được chia thành các giáo khu.
| 1. Bjuv 2. Bromölla 3. Burlöv 4. Båstad 5. Eslöv 6. Helsingborg 7. Hässleholm 8. Höganäs 9. Hörby 10. Höör 11. Klippan | 1. Kristianstad 2. Kävlinge 3. Landskrona 4. Lomma 5. Lund 6. Malmö 7. Osby 8. Perstorp 9. Simrishamn 10. Sjöbo 11. Skurup | 1. Staffanstorp 2. Svalöv 3. Svedala 4. Tomelilla 5. Trelleborg 6. Vellinge 7. Ystad 8. Åstorp 9. Ängelholm 10. Örkelljunga 11. Östra Göinge |

## Các khu vực dân cư theo quy mô dân số
Dưới đây là các đơn vị dân cư ở hạt Skåne với dân số hơn 2000 người.
1. Malmö & Arlöv¹, 248.520
2. Helsingborg, 87.914
3. Lund, 73.840
4. Kristianstad, 31.592
5. Landskrona, 27.393
6. Trelleborg, 24.850
7. Ängelholm, 21.716
8. Hässleholm, 17.289
9. Ystad, 16.851
10. Eslöv, 15.521
11. Staffanstorp², 13.596
12. Höganäs, 13.401
13. Höllviken², 9.387 (đô thị Vellinge)
14. Oxie², 9.242 (đô thị Malmö)
15. Svedala, 9.085
16. Åhus, 8.681 (đô thị Kristianstad)
17. Bjärred², 8.374 (đô thị Lomma)
18. Lomma², 8.373
19. Åstorp, 8.007
20. Kävlinge², 8.006
21. Klippan, 7.402
22. Bromölla, 7.333
23. Höör², 7.176
24. Skanör² & Falsterbo², 7.087 (đô thị Vellinge)
25. Osby, 6.903
26. Skurup, 6.615
27. Hörby, 6.421
28. Simrishamn, 6.319
29. Sjöbo, 6.270
30. Bjuv, 6.228
31. Vellinge², 5.973
32. Tomelilla, 5.946
33. Södra Sandby², 5.586 (đô thị Lund)
34. Dalby², 5.469 (đô thị Lund)
35. Åkarp², 5.339 (đô thị Burlöv)
36. Perstorp, 5.321
37. Löddeköpinge², 5.173 (đô thị Kävlinge)
38. Bunkeflostrand², 5.114 (đô thị Malmö)
39. Ödåkra, 4.839 (đô thị Helsingborg)
40. Båstad, 4.683
41. Tyringe, 4.606 (đô thị Hässleholm)
42. Örkelljunga, 4.416
43. Rydebäck², 4.287 (đô thị Helsingborg)
44. Vinslöv, 3.818 (đô thị Hässleholm)
45. Hittarp², 3.664 (đô thị Helsingborg)
46. Veberöd², 3.569 (đô thị Lund)
47. Furulund², 3.517 (đô thị Kävlinge)
48. Hjärup², 3.402 (đô thị Staffanstorp)
49. Bara², 3.289 (đô thị Svedala)
50. Viken, 3.269 (đô thị Höganäs)
51. Tollarp, 3.174 (đô thị Kristianstad)
52. Knislinge, 3.130 (đô thị Östra Göinge)
53. Svalöv, 3.071
54. Ekeby, 2.983 (đô thị Bjuv)
55. Broby, 2.955 (đô thị Östra Göinge)
56. Hofterup², 2.931 (đô thị Kävlinge)
57. Vejbystrand, 2.714 (đô thị Ängelholm)
58. Munka-Ljungby, 2.702 (đô thị Ängelholm)
59. Billesholm, 2.688 (đô thị Bjuv)
60. Bårslöv², 2.664 (đô thị Helsingborg)
61. Påarp², 2.652 (đô thị Helsingborg)
62. Bjärnum, 2.636 (đô thị Hässleholm)
63. Genarp², 2.512 (đô thị Lund)
64. Häljarp², 2.511 (đô thị Landskrona)
65. Ljunghusen², 2.253 (đô thị Vellinge)
66. Förslöv, 2.058 (đô thị Båstad)